# Xabã
Xabão ou Xabã (Sha'aban), é o oitavo mês do calendário islâmico em que celebra-se o Shab-e-Br'aat, o "Festival da Morte". Este feriado acontece 16 dias antes do Ramadã e também há jejum. 
O período correspondente ao início e fim deste mês no calendário gregoriano para o atual ano islâmico é: 
| Ano (calendário islâmico) | Ano (calendário gregoriano) | Xabã                          |
| ------------------------- | --------------------------- | ----------------------------- |
| 1444                      | 2023                        | 21 de fevereiro a 22 de março |